# Вараксин, Фёдор Дмитриевич
Фёдор Дмитриевич Вара́ксин (1908 — 1975) — советский государственный деятель, министр бумажной и деревообрабатывающей промышленности СССР (1954—1957).

## Биография
Родился 8 (21 июля) 1908 года в селе Вялсы (ныне Сасовский район, Рязанская область) в крестьянской семье. Член ВКП(б) с 1936 года. В 1930 году окончил ЛЛТА.
Жена — Александра Степановна Вараксина (Фетисова), юрист.
- 1930—1938 — механик цеха, директор завода,
- 1938—1942 — начальник Главфанерпрорма Наркомата лесной промышленности СССР,
- 1942—1948 — заместитель наркома (с марта 1946 года министра) лесной промышленности СССР,
- 1948—1951 — заместитель министра лесной и бумажной промышленности СССР,
- 1951—1953 — заместитель министра лесной промышленности СССР,
- 1953—1954 — первый заместитель Министра лесной и бумажной промышленности СССР,
- 1954—1957 — министр бумажной и деревообрабатывающей промышленности СССР,
- 1957—1958 — министр бумажной и деревообрабатывающей промышленности РСФСР,
- 1958—1960 — начальник Главного управления стандартного домостроения и мебельной промышленности при Госстрое СССР, одновременно в 1958—1959 годах — заместитель председателя Госстроя СССР,
- 1960—1962 — заместитель,
- 1962—1963 — первый заместитель председателя Государственного комитета Совета Министров СССР по лесной, целлюлозно-бумажной, деревообрабатывающей промышленности и лесному хозяйству,
- 1963—1965 — первый заместитель председателя Государственного комитета по лесной, целлюлозно-бумажной, деревообрабатывающей промышленности и лесному хозяйству при Госплане СССР,
- 1965—1968 — первый заместитель министра лесной, целлюлозно-бумажной и деревообрабатывающей промышленности СССР.
- с 1968 года — первый заместитель министра лесной и деревообрабатывающей промышленности СССР.

Умер 2 февраля 1975 года. Похоронен в Москве на Новодевичьем кладбище (участок № 6).

## Награды и премии
- орден Ленина
- орден Октябрьской революции
- орден Отечественной войны I степени
- четыре ордена Трудового Красного Знамени
- медали
- Сталинская премия третьей степени (1951) — за разработку и промышленное освоение фанерных труб

## Память

Могила Вараксина на Новодевичьем кладбище Москвы.

В 1977 году в честь Ф. Д. Вараксина был назван сухогруз «Федор Вараксин», с грузоподъемностью 14220,3 т